# Andrea Mingardi canta Ray Charles - Tribute to the Genius - Live
Andrea Mingardi canta Ray Charles - Tribute to the Genius - Live è un album live di Andrea Mingardi, pubblicato nel 2007.

## Tracce
1. Let the Good Time roll
2. Halleluja, I Love Her So
3. Mary Ann
4. Crying Time
5. Georgia on My Mind
6. Let's Go Get Stoned
7. I Got a Woman
8. Alexander's Ragtime Band
9. Eleanor Rigby
10. Busted
11. Bye Bye Love
12. What'd I Say